# Рынковой, Иван Иванович
Ива́н Ива́нович Рынково́й (20 сентября 1937, хутор близ реки Очеретоватая Балка, Кореновский район, Краснодарский край — 25 февраля 2019) — первопроходец нефтепромыслов Западной Сибири. Внёс значительный вклад в становление и развитие топливно-энергетического комплекса Ханты-Мансийского автономного округа — Югры. Под его руководством в 1965 году получен первый фонтан нефти на Самотлорском месторождении, входящем в десятку мировых нефтяных гигантов. В общей сложности более 16 месторождений нефти были разработаны и введены в эксплуатацию при его непосредственном участии.

## Биография
После окончания Краснодарского нефтяного техникума в 1957 году по распределению Иван Рынковой попал в НПУ «Ишимбайнефть». Работал оператором по добыче нефти на промысле № 2. Затем шесть лет трудился в НПУ «Арланнефть». На работе он познакомился со своей будущей супругой, с которой прожил больше полувека.

В Башкирии прошёл путь от рабочего до заместителя начальника цеха и к 27 годам уже состоялся как профессионал, пользующийся авторитетом и уважением. 1964 год стал новой значимой вехой в его биографии: началась эпоха грандиозных нефтяных открытий в Западной Сибири.
«Надо же такому случиться: в те дни, когда меня утверждали заведующим нефтепромыслом в НПУ «Арланнефть», что в Башкирии, довелось встретиться с начальником объединения «Тюменнефтегаз» А.М. Слепяном. Его рассказ о богатейших недрах Севера — пока еще в прогнозах ученых — увлёк меня, и я согласился работать на промысле, который в отличие от арланского, предстояло организовать, - вспоминал Иван Иванович. — Шел 1964 год. Весь нефтяной промысел состоял на первых порах из трех скважин, переданных Мегионской нефтеразведочной экспедицией. Не теряя времени, мы запустили в работу еще две скважины. И тут передо мной поставили задачу: добыть и отправить по Оби за навигацию на Омский нефтеперерабатывающий завод 43 тысячи тонны нефти. С задачей мы справились успешно: к концу навигации добыли из пяти первых скважин и отправили в Омск 60 тысяч тонн нефти».
Так начиналась пробная эксплуатация Мегионского месторождения и отправка первой нефти из Нижневартовского района.
Из рассказа Сергея Великопольского, президента фонда имени В. И. Муравленко:

«Наш Иванович» — так любовно называли Рынкового рабочие, выражая тем самым большое уважение к своему первому руководителю. Вроде и нет в нём ничего начальствующего: худощав, среднего роста, весьма подвижный, одет, как все, в брезентовый плащ. Выделялся, пожалуй, добрыми глазами, звонким мальчишеским голосом да размахивающими руками. К Ивану Ивановичу обращались по любому вопросу. Он умел слушать людей, они уходили от него в хорошем настроении. Именно его людям доверили сложные работы по обустройству промысла, подготовке к приему барж и заполнению их нефтью».
С сентября 1968 года И. Рынковой — начальник Самотлорского месторождения.
«Бурение первой эксплуатационной скважины на Самотлоре началось зимой 1968 года. Сейчас до Самотлора по бетонной дороге мы доезжаем за сорок минут. А тогда мы преодолевали  эти тридцать километров по замерзшёму болоту месяц. Зима 1969 года выдалась особенно морозной, столбик термометра опускался до минус 62 градусов. Стрелы у экскаватора лопались от мороза, даже солярка замерзала, тросы рвались на морозе. 27 января было около минус 44 градусов. Но 27 января 1969 года потекла первая самотлорская нефть», — вспоминал он.
2 апреля 1969 года и начальник нефтепромысла Иван Иванович Рынковой и буровой мастер Степан Ананьевич Повх открыли задвижку первой нефтепромысловой скважины Самотлора. Так было положено начало разработке уникального месторождения.

По словам первопроходца, все понимали, что с запуском Самотлора началась новая эпоха в нефтедобыче, но героями участники тех событий себя не чувствовали.
«Мы работали день и ночь, не покладая рук. Радовались успехам. Я очень благодарен людям, которые были со мной. Иногда гляну на ребят, как они все чумазые, одни зубы, да газа блестят. Народ у меня был терпеливый, шёл за мной и в огонь, и  в ледяную  воду. Но о геройстве мы и не думали».

Он был всегда там, где труднее всего, и даже в самых сложных ситуациях умел повести за собой. При этом главным аргументом были не слова, а личный пример. Когда того требовали обстоятельства, был готов действовать жестко, вопреки указаниям «сверху». Не боялся брать на себя ответственность и никогда не отступал, если был уверен в своей правоте. Преодолевал все преграды, если твердо знал: на кону интересы производства, и, более того, если под угрозой главное — благополучие и безопасность людей.
«Я помню, как в 1964 году впервые летел на вертолете над Самотлором и думал: «Ух ты,  здесь же сплошные болота!» Тогда я даже не представлял, как полюблю их», — так вспоминал первые минуты встречи с месторождением Иван Иванович много лет спустя.
Под руководством Ивана Рынкового были разработаны и введены в эксплуатацию более 16 месторождений, в том числе Мегионское, Самотлорское, Ватинское, Аганское, Северо-Покурское и другие. Иван Иванович Рынковой был одним из тех, кто в значительной степени определил успех развития нефтедобывающего комплекса Ханты-Мансийского автономного округа — Югры.

## Награды
- Кавалер ордена Трудового Красного Знамени
- Медаль «За трудовую доблесть»
- Медаль «За доблестный труд»
- Медаль «В ознаменование 100-летия со дня рождения В. И. Ленина»
- Медаль «За освоение недр и развитие нефтегазового комплекса Западной Сибири»
- Медаль ордена «За заслуги перед Отечеством II степени»
- Заслуженный работник нефтяной и газовой промышленности РСФСР
- Почетный нефтяник РФ
- Ветеран труда
- Заслуженный работник нефтегазодобывающей промышленности Ханты-Мансийского автономного округа — Югры

## Память
- Почетный гражданин города Мегиона;
- Почетный гражданин города Нижневартовска;
- Почетный гражданин Ханты-Мансийского автономного округа — Югры;
- Имя Ивана Ивановича Рынкового присвоено средней школе № 3 города Мегиона;
- Имя занесено в «Золотой фонд покорителей Самотлора».